# Luciobarbus albanicus
Luciobarbus albanicus é uma espécie de peixe actinopterígeo da família Cyprinidae.
Pode ser encontrada nos seguintes países: Albania e Grécia.